# Die Vorboten
Die Vorboten sind eine deutsche Band, die 2009 in Wismar in Mecklenburg-Vorpommern gegründet wurde.

## Bandgeschichte
Die Band wurde im Jahr 2009 gegründet. Mit Sänger Karsten Palitschka, Keyboarder Philipp Krätzer, Gitarrist Thomas Mende und Schlagzeuger Florian Herrmann hatten außer dem neuen Bassisten Stephan Schuster sämtliche Mitglieder bereits in der Vorgängerband Kingdom Gone zusammen gespielt. Maßgeblich für die Umbenennung waren der Entschluss, ab sofort ausschließlich deutschsprachig zu texten und Keyboarder Philipp Krätzer mehr Raum im Kreativprozess der Band einzuräumen. Außerdem begann die Gruppe mit dem Manager Karl Walterbach zusammenzuarbeiten.
Nach den EP-Veröffentlichungen Anfang & Ende (2010) und Lust & Laster (Anfang 2011) erschien im Mai 2011 schließlich das Debüt-Album Aufschrei auf dem Label Sonic Attack. Das Label hatte die Band zuvor gemeinsam mit der sächsischen Band Alpha Tiger gegründet. Im Dezember 2011 folgte schließlich mit Sturm & Drang eine dritte EP.
Live ist die Band konstant im gesamten Bundesgebiet aktiv. U. a. spielte sie auf dem Wave-Gotik-Treffen 2011 in Leipzig und im Vorprogramm von Dark Age.
Im November 2012 veröffentlichte die Band ihr zweites Album Existenz.
Im Oktober 2014 begleiteten die Vorboten die Apokalyptischen Reitern und Tanzwut auf der Die Welt ist tief Tour durch den deutschsprachigen Raum.

## Stil
Während die frühen Aufnahmen noch die Folk-Metal-Einflüsse der Vorgängerband zeigen, gewinnt ab der zweiten EP Keyboarder Philipp Krätzer verstärkt Einfluss auf das Songwriting und beginnt Synthesizer und Samples teils sehr vordergründig einzusetzen.
Auf Aufschrei und Sturm & Drang kommen schließlich auch Samples aus Fieldrecording-Aufnahmen zum Einsatz.
Der Gesang von Karsten Palitschka charakterisiert sich besonders durch fast rezitative Strophen, die sehr melodiösen Refrains gegenüberstehen.
Die Gitarren werden vor allem rifforientiert eingesetzt und stehen gegenüber den Synthesizer-Arrangements oft weniger im Vordergrund. Das Schlagzeug ist orientiert an Rock- und Thrash Metal. Typisch sind durchgehende Doublebass-Passagen.
Aufgrund der deutschen Texte und der Stimme von Palitschka wird die Band immer wieder mit den Apokalyptischen Reitern und seltener mit Rammstein verglichen.
Thematisch stehen zumeist Fragen und Probleme der persönlichen Realität wie Angst oder Motivation sowie das Verhältnis zwischen Individuum und Gesellschaft im Vordergrund.
Neben dem offensichtlichen Metal-Elementen sind Einflüsse aus Neuer Deutscher Härte und Rock erkennbar.
Auch, wenn die Band ihren Stil selbst als Kraut-Metal bezeichnet, so zeigt sich ein Krautrock-Einfluss nur begrenzt im experimentellen Einsatz von Synthesizern und dem kritischen Hinterfragen des musikalischen und gesellschaftlichen Umfelds. Insbesondere  mit dem aktuellen Album Existenz wird den Vorboten eine stilistisch kontinuierlich konsequente Hinwendung zur Neuen Deutschen Härte nachgesagt.

## Diskografie

### Studioalben
- 2011: Aufschrei
- 2012: Existenz

### EPs
- 2010: Anfang & Ende
- 2011: Lust & Laster
- 2011: Sturm & Drang

### Singles
- 2012: Schneller
- 2013: Massenmedien

## Musikvideos
- 2010: Untergang
- 2011: Heimat
- 2011: Schmiede, Schmiede!
- 2013: Massenmedien
- 2015: Ein Funke